# Joseph Murphy
Pour les articles homonymes, voir Murphy.
Joseph Murphy (20 mai 1898 - 16 décembre 1981) est un ministre de l'église protestante américaine « Science divine » et un auteur.

## Biographie
Né en 1898 en Irlande, Joseph Murphy est le fils d'un directeur d'école privée. Il est élevé en tant que catholique, et étudie chez les jésuites.
À son arrivée en Amérique, il devient pharmacien à New York. Dans les années 1940, il rencontre Ernest Holmes et abjure la foi catholique.
Il devient directeur du ministère de l'église de la science divine à Los Angeles, à partir de 1949 et pendant vingt-huit années. Entre 1 300 et 1 500 personnes venaient l'écouter chaque dimanche et ses émissions de radio quotidiennes étaient très populaires. Dans les années 1950, Murphy se marie, obtient un doctorat de psychologie et commence à écrire. En 1976 après la mort de sa première épouse, il se remarie avec sa secrétaire et déménage à Laguna Hills en Californie où il continue ses prédications chaque dimanche jusqu'à sa mort en 1981.
Il a écrit une trentaine de livres traduits dans plusieurs langues et de nombreux écrits sur la dynamique de la pensée incluant le mysticisme, l'autosuggestion et le subconscient.
Il fut également consultant sur le sujet de la prospérité. 
Murphy a été influencé par Ernest Holmes et Emmet Fox, qui ont également écrit sur les principes de la pensée. Doté principalement d'une formation sur les religions orientales, il a passé plusieurs années en Inde et était un camarade de recherches d'Andhra à l'université de l'Inde.
Il a passé une bonne partie de sa vie à étudier les religions orientales. Murphy est un ardent défenseur des possibilités de réalisations par la pensée et développe des moyens d'autosuggestion pour y arriver. Sa pensée se concentre sur l'importance du subconscient, qu'il présente comme d'une richesse infinie.
Il prêche l'utilisation du subconscient par l'intermédiaire de l'autosuggestion comme force suprême pour accomplir ses rêves personnels ou réaliser des miracles.

## Citations
« Il est de votre droit divin d'utiliser, de révéler, de répandre et exprimer la puissance, l'élégance, et la richesse de l'infini. »
« J'ai vu des miracles arriver aux hommes et aux femmes dans tous les secteurs partout dans le monde. » — Dr. Joseph Murphy
« Le bonheur est un état mental, spirituel. »
« Nourrissez votre subconscient de pensées vivifiantes. Croyez à la santé parfaite, à la prospérité, à la paix, à la richesse. »
« La foi aveugle signifie que l'on peut obtenir des résultats dans la guérison sans posséder la connaissance scientifique des pouvoirs et des forces en cause. »

## Publications
- (en) This is it : or, The art of metaphysical demonstration, New York, Lipschitz publications, 1945, 1re éd., 147 p. (OCLC 44909079)
- (en) Wheels of truth, New York, Church of Religious Science, 1946, 1re éd., 96 p. (OCLC 14868145)
- (en) Getting Results From Prayer, 1946, Adobe PDF eBook reprint, 41 p. (rééd. Willing Pub. Co; 2nd edition, 1962 (OCLC 26223950))
- (en) Love is freedom, Los Angeles, Willing Pub. Co., 1948, 92 p. 20 cm
- La Paix est en vous, Saint-Jean-de-Braye, Dangles, coll. « La Science de l'être », 1982, 208 p. (traduit de (en)Peace within Yourself, San Gabriel, Calif., Willing Pub. Co., 1956. Revised & enlarged éd. of (en) St. John speaks, Los Angeles, Willing Pub. Co., 1948, 192 p. 21 cm)  (ISBN 2-7033-0230-4)
- (en) Special Meditations for Health, Wealth, Love, and Expression, DeVorss, 1952, 45 p.
- Les Miracles de votre esprit (trad. Mme [Mary] Robert Sterling), Paris, Dangles, 1955, In-16, 112 p. (traduit de (en)The miracles of your mind, San Gabriel, Calif. : Willing, c1953.)
- La Magie de la foi (trad. Mme Robert Sterling), Paris, Dangles, 1955. In-16, 152 p.  (traduit de (en)Magic of faith, San Gabriel, Calif., Willing Pub. Co., 1954)
- (en) The meaning of reincarnation, San Gabriel, Calif., Willing Pub. Co., 1954, 86 p. 20 cm
- Croyez en vous-même (trad. Danielle Champagne), Varennes (Québec), AdA, 2008, 95 p., couv. ill. ; 20 cm  (traduit de (en)Believe in yourself, San Gabriel, Calif., Willing Pub. Co., 1955)
- Comment attirer l'argent (trad. Mary Sterling), Paris, Dangles, 1958. In-16 (17 cm), 112 p. (traduit de (en)How to attract money, San Gabriel, Calif., Willing Pub. Co., 1955)
- (en) Traveling with God, San Gabriel, Calif., Willing Pub. Co., 1955, c1956, 144 p. 20 cm
- Renaître (trad. Mary Sterling), Paris, Dangles, 1957, In-16 (17 cm), 199 p. (traduit de (en)Prayer is the answer, San Gabriel, Calif., Willing Pub. Co., 1956)
- Guérir (trad. Mary Sterling), Paris, Dangles, 1959, In-16 (18 cm), 191 p., couv. ill. en coul. (traduit de (en)How to use your healing power, San Gabriel, Calif., Willing Pub. Co., 1957)
- Dans le silence (trad. Mary Sterling), Paris, Dangles, 1956, In-16 (17 cm), 87 p. [rééd. 1977, 1978, 1980 sous le titre : Puissance de la méditation] (traduit de (en)Quiet moments with God, San Gabriel, Calif., Willing Pub. Co., 1958)
- (en) Living without strain; inner meaning of the book of Job, San Gabriel, Calif., Willing Pub. Co., 1959, 157 p., 20 cm
- La Prière guérit (trad. Mary Sterling), Paris, Dangles, 1963, In-16 (17 cm), 215 p. [rééd. 1984 sous le titre : La Prière qui guérit, rééd. 2008 sous le titre : Techniques de thérapie par la prière] (traduit de (en)Techniques in prayer therapy, San Gabriel, Calif., Willing Pub. Co., 1960)
- (en) You can change your whole life, San Gabriel, Calif., Willing Pub. Co., 1961, 185 p., 21 cm
- La Puissance de votre subconscient (trad. Mary Sterling), Genève, R.F. Keller, 1974, 213 p., couv. ill., 22 cm [rééd. 1978, 2006 sous le titre : Exploitez la puissance de votre subconscient] (traduit de (en)The Power of your subconscious mind, Englewood Cliffs, N.J. : Prentice-Hall, 1963)
- Le Miracle de votre esprit (trad. Mary Sterling), Genève, R.F. Keller, 1974, 201 p., couv. ill., 22 cm [rééd. 1989 sous le titre : Maîtrisez votre destin par l'esprit] (traduit de (en)The miracle of mind dynamics: a new way to triumphant living, Englewood Cliffs, N.J. : Prentice-Hall, 1964)
- Triomphez de vous-même et des autres, Genève, Ariston ; Paris : Tchou, 1981, 206 p., couv. ill., 24 cm (traduit de (en)The amazing laws of cosmic mind power, West Nyack, N.Y., Parker Pub. Co., 1965)  (ISBN 2-7107-0236-3)
- Votre droit absolu à la richesse, Saint-Hubert (Québec), les Éd. Un monde différent, 1999, 195 p., couv. ill. en coul., 18 cm (traduit de (en)Your infinite power to be rich, West Nyack, N.Y., Parker Pub. Co., 1966)  (ISBN 2-89225-378-0)
- Puissance cosmique, éd. Un Monde Different, 1990 (traduit de (en) The cosmic power within you, West Nyack, N.Y., Parker Pub. Co., 1968)   (ISBN 292000090X)
- (en) Infinite power for richer living, West Nyack, N.Y., Parker Pub. Co., 1969, xv, 191 p. 24 cm
- (en) The Twelve Powers [Mystically explained], c1970, 13 p.
- (en) The healing power of your subconscious mind, c1970, 13 p.
- L'Oracle de votre subconscient [Texte imprimé] : " I-Ching ", le livre des transformations / Joseph Murphy. - Montréal : le Jour ; Paris : [diffusion Inter-forum, 1984]. - 255 p.. - (Vivre). (traduit de (en)Secrets of the I ching, West Nyack, N.Y., Parker Pub. Co., 1970)  (ISBN 2-89044-163-6) : 91 F.
- (en) Psychic perception: the magic of extrasensory power, West Nyack, N.Y., Parker Pub. Co., 1971, 242 p. 22 cm  (ISBN 0137320736)
- (en) Miracle power for infinite riches, West Nyack, N.Y., Parker Pub. Co., 1972, 226 p. 24 cm  (ISBN 0135856388)
- Le télépsychisme [Texte imprimé] : comment capter les pouvoirs cachés de votre subconscient / Joseph Murphy ; trad. de l'anglais par Richard Crevier et Laurence Minard. - Monaco ; [Paris] : Ed. du Rocher, 1994 (53-Mayenne : Impr. Floch). - 246 p. : couv. ill. ; 23 cm. - (Age du Verseau). [rééd. 1997 sous le titre :  La télépsychique : votre puissance est prodigieuse] - Trad. de : (en)Telepsychics : tapping your hidden subconscious powers [aka. (en)Telepsychics : the magic power of perfect living, West Nyack, N.Y., Parker Pub. Co., 1973]  (ISBN 2-268-01410-X) (br.) : 99 F. -
- L'Énergie cosmique [Texte imprimé] : cette puissance qui est en vous (trad. Mary Sterling), Paris : Dangles, 1976, 186 p. : couv. ill. en coul. ; 21 cm (traduit de (en)The cosmic energizer : miracle power of the universe, West Nyack, N.Y., Parker Pub. Co., 1974)  (ISBN 2-7033-0171-5)
- La Dynamique du bonheur [Texte imprimé] : le succès, l'harmonie et l'épanouissement par la pensée positive (trad. Ghislaine Berger), Saint-Jean-de-Braye : Dangles, 1980, 206 p. ; 21 cm [rééd. 1996 sous le titre :  La dynamique du bonheur : miracles de la pensée positive] (traduit de (en)Great Bible truths for human problems, Marina del Rey, Calif. : DeVorss, 1976)  (ISBN 2-7033-0218-5)
- L'Impossible est possible ! [Texte imprimé] : la maîtrise de votre puissance créatrice (trad. Mary Sterling), Saint-Jean-de-Braye : Dangles, coll. « La Science de l'être », cop. 1979, 199 p. ; 21 cm (traduit de (en)Within you is the power : (around the world with Dr. Murphy), Marina del Ray, Calif. : DeVorss, c1977, 1978 printing)  (ISBN 2-7033-0202-9)
- (en) How to use the laws of mind, Marina del Rey, Calif. : DeVorss, c1980, ix, 271 p. ; 19 cm  (ISBN 0875164269) (pbk.)
- (en) Write a New Name in the Book of Life, Devorss & Co (Txp); 3rd edition (June 1982), 29 p  (ISBN 0875163424) (pbk.)
- Ces vérités vont changer votre vie [Texte imprimé] (trad. Roland Ruah), Paris : J'ai lu, coll. « Aventure secrète », impr. 2011, 1 vol. (253 p.) : couv. ill. en coul. ; 18 cm (traduit de (en)These truths can change your life, Marina del Ray, Calif. : DeVorss, c1982)  (ISBN 978-2-290-02884-1)
- Aimer son prochain comme soi-même [Texte imprimé], Montréal : le Jour, coll. « Vivre », 1984, 103 p.  (ISBN 2-89044-150-4)
- Maîtrisez votre destin par l'esprit [Texte imprimé] / Dr Joseph Murphy. - Paris : Sand, 1986. - 201 p.  (ISBN 2-7107-0357-2) : 79 F. -
- (en) Collected essays of Joseph Murphy, Marina del Rey, CA : DeVorss & Co., c1987, 178 p. ; 22 cm  (ISBN 0875165923) (pbk.)
- (en) How to Use the Power of Prayer, DeVorss & Company, 1987, 21,4 x 14,9 x 1,9 cm  (ISBN 0875162754)
- Comment tirer profit des lois du subconscient [Texte imprimé]  (trad. Guy Maheux), Montréal : le Jour, 1991, 274 p. : couv. ill. en coul. ; 23 cm  (ISBN 2-89044-430-9)
- Découvrir votre dimension cosmique [Texte imprimé] : la pensée positive en accord avec l'univers de l'esprit (trad. Jean-Louis Poitevin), Monaco : Éd. du Rocher, coll. « L'homme et l'univers », 1991, 238 p. : couv. ill. en coul. ; 23 cm (traduit de (de)Die kosmische Dimension ihrer Kraft)  (ISBN 2-268-01171-2)
- Comment réussir votre vie [Texte imprimé] (trad. Bernard Simonay), Monaco : Éd. du Rocher, coll. « Age du verseau », 1993, 276 p. : couv. ill. ; 23 cm  (ISBN 2-268-01616-1)
- Comment utiliser les pouvoirs de votre subconscient [Texte imprimé] (trad. Guy Maheux), Monaco : Éd. du Rocher, coll. « Age du verseau », 1994, 274 p. : couv. ill. en coul. ; 23 cm.  (ISBN 2-268-01789-3)
- Les ressources infinies de votre esprit [Texte imprimé] (trad. Philippe Padet), Monaco : Éd. du Rocher, coll. « Age du verseau », 1994, 253 p. : couv. ill. en coul. ; 23 cm (traduit de (de)Die unendliche Quelle Ihrer Kraft)  (ISBN 2-268-01819-9)
- (en) Think yourself to health, wealth & happiness : the best of Joseph Murphy's cosmic wisdom / Joseph Murphy ; compiled and edited by David H. Morgan. 2002.
- (en) The Master Key to Wealth, BN Publishing, 2007, 92 p.  (ISBN 9562915247)
- Optimisez votre potentiel : grâce à la puissance de votre subconscient pour dépasser la peur et l'inquiétude. Livre 1 [Texte imprimé] / premier d'une série de six livres du Dr Joseph Murphy ; édité et mis à jour pour le XXIe siècle par Arthur R. Pell,... ; traduit de l'anglais par Claire Perreau. - Varennes (Québec) : AdA ; Escalquens : DG diff., impr. 2008 (impr. au Canada). - 1 vol. (162 p.) : couv. ill. en coul. ; 23 cm. (traduit de (en)Maximize your potential through the power of your subconscious mind to overcome fear and worry)  (ISBN 978-2-89565-631-9) (br.) : 16,50 EUR.
- Optimisez votre potentiel : grâce à la puissance de votre subconscient pour obtenir la prospérité et la réussite. Livre 2 [Texte imprimé] / deuxième d'une série de six livres du Dr Joseph Murphy ; édité et mis à jour pour le XXIe siècle par Arthur R. Pell,... ; traduit de l'anglais par Claire Perreault [i.e. Perreau]. - Varennes (Québec) : AdA ; Escalquens : DG diff., impr. 2008 (impr. au Canada). - 1 vol. (XXIV-148 p.) : couv. ill. en coul. ; 23 cm. (traduit de (en)Maximize your potential through the power of your subconscious mind to create wealth and success)  (ISBN 978-2-89565-780-4) (br.) : 16,50 EUR.
- Optimisez votre potentiel : grâce à la puissance de votre subconscient pour améliorer la confiance et l'estime de soi. Livre 3 [Texte imprimé] / troisième d'une série de six livres du Dr Joseph Murphy ; édité et mis à jour pour le XXIe siècle par Arthur R. Pell,... ; traduit de l'anglais par Claire Perreau. - Varennes (Québec) : AdA éd. ; Escalquens : DG diff., impr. 2009 (impr. au Canada). - 1 vol. (XXV-170 p.) : couv. ill. en coul. ; 23 cm. (traduit de (en)Maximize your potential through the power of your subconscious mind to develop self-confidence and self-esteem)  (ISBN 978-2-89565-940-2) (br.) : 16,50 EUR.
- (en) The Unbelievable Power of Suggestion , Xlibris, Corp., 2009, 222 p.  (ISBN 1450004210)
- (en) Spiritual, Psychological & Metaphysical Truths of Ancient Tarot Symbols, Emmet Fox Resource Center - Golden Key Books, 2010, MANUSCRIPT FORM. 8 1/2 X 11 in a plastic binder. 74 pages.
- La puissance de votre subconscient au travail [Texte imprimé] : réalisez vos plus hautes ambitions professionnelles en canalisant le pouvoir de votre esprit / Dr Joseph Murphy ; textes compilés, revus et augmentés par Arthur R. Pell,... ; traduit de l'américain par Suzanne Anfossi. - [Montréal (Québec)] : les Éd. de l'Homme ; Ivry : diff. Interforum, DL 2010 (impr. au Canada). - 1 vol. (283 p.) : couv. ill. ; 23 cm. (traduit de (en)Putting the power of your subconscious mind to work : reach new levels of career success using the power of your subconscious mind / Joseph Murphy ; compiled and edited by Arthur R. Pell., New York : Prentice Hall Press, c2009.)  (ISBN 978-2-7619-2941-7) (br.) : 25 EUR.
- Optimisez votre potentiel : grâce à la puissance de votre subconscient pour améliorer la santé et la vitalité. Livre 4 [Texte imprimé] / troisième d'une série de six livres du Dr Joseph Murphy ; édité et mis à jour pour le XXIe siècle par Arthur R. Pell,... ; traduit de l'anglais par Serge Allaire. - Varennes (Québec) : AdA éd. ; Escalquens : DG diff., impr. 2010 (impr. au Canada). - 1 vol. (XXIII-160 p.) ; 23 cm. (traduit de (en)Maximize your potential through the power of your subconscious mind for health and vitality, Carlsbad, Calif. : Hay House, c2005)  (ISBN 978-2-89667-151-9) (br.) : 16,50 EUR.
- Optimisez votre potentiel : grâce à la puissance de votre subconscient pour une vie plus spirituelle. Livre 5 [Texte imprimé] / cinquième d'une série de six livres du Dr Joseph Murphy ; édité et mis à jour pour le XXIe siècle par Arthur R. Pell,... ; traduit de l'anglais par Claire Perreau. - Varennes (Québec) : ADA éd. ; Escalquens : DG diff., impr. 2010 (impr. au Canada). - 1 vol. (XXIII-172 p.) : couv. ill. en coul. ; 23 cm. (traduit de (en)Maximize your potential through the power of your subconscious mind for a more spiritual life, Carlsbad, Calif. : Hay House, 2008)  (ISBN 978-2-89667-227-1) (papier). -  (ISBN 978-2-89683-029-9) (numérique) (br.) : 16,50 EUR.
- Optimisez votre potentiel : grâce à la puissance de votre subconscient pour une vie plus riche. Livre 6 [Texte imprimé] / sixième d'une série de six livres du Dr Joseph Murphy ; édité et mis à jour pour le XXIe siècle par Arthur R. Pell,... ; traduit de l'anglais par Claire Perreau. - Varennes (Québec) : ADA éd. ; Escalquens : DG diff., impr. 2011 (impr. au Canada). - 1 vol. (XXIII-164 p.) : couv. ill. ; 23 cm. (traduit de (en)Maximize your potential through the power of your subconscious mind for an enriched life, Carlsbad, Calif. : Hay House, 2008, c2005)  (ISBN 978-2-89667-330-8) (papier). -  (ISBN 978-2-89683-107-4) (numérique) (br.) : 16,50 EUR.